# Louis Dandrel
Louis Dandrel, né le 11 janvier 1939 à Nogent-le-Rotrou et mort le 22 janvier 2021 à Paris,,, est un designer sonore, compositeur,  musicien, et journaliste français.
Il a été responsable de l'unité de design sonore de l'Ircam avant de diriger le studio de design et d'architecture sonore qu'il a créé, Diasonic.
Il fut l'époux de Marie-Christine Vernholes de 1962 à 1973, d'Odile Cail en 1987 et, depuis 1997, de la journaliste et directrice de la rédaction de Télérama, Fabienne Pascaud, de laquelle a eu deux fils, Paul et Luc.

## Biographie
Louis Dandrel suit des études musicales au Conservatoire de musique de Paris et littéraires à la faculté des lettres de Paris.
Il est journaliste et critique musical au journal Le Monde de 1965 à 1980, puis est directeur de France Musique. Il est l'un des fondateurs du Monde de la musique et de Radio Classique. En 1980, il ouvre son studio de design sonore et une unité de recherche qui sera par la suite intégrée à l'Ircam.

Le Métaphone à Oignies.

Il conçoit plusieurs jardins musicaux comme le Jardin des voix à Osaka, le Jardin des sons à Hong Kong ou au Mont-Saint-Michel, ou une sculpture musicale, La Clepsydre du bassin de la Géode au parc de la Villette à Paris, ainsi qu'une salle instrument, le Métaphone, au carreau d'Oignies (Pas-de-Calais). Il crée également des scénographies sonores pour des expositions ou des événements (fête de l'an 2000 sur l'avenue des Champs-Élysées à Paris), des signalétiques sonores d'entreprises comme celles exploitées par la SNCF de 1994 à 2004 et des bandes sonores de pièces de théâtre ou de spectacle.
Il organise aussi une exposition « tv shots » au passage du Désir pendant le Mois de la photo en novembre 2008. Il réalise cette exposition à l'aide des photographies d'Harry Gruyaert.
Il travaille de 2009 à 2013 pour le design et l'environnement sonore du tramway de Tours avec, entre autres, Daniel Buren, Roger Tallon et l'agence RCP Design Global.
En septembre 2011, il fait partie des fondateurs de la société Life Design Sonore (LDS). LDS propose une nouvelle approche des sons et de l'environnement sonore dans notre quotidien, valorisés par son expertise en design sonore : objets, aménagements, design, formation, missions de conseil. Louis Dandrel intervient dans la direction artistique de l'ensemble des projets.
Pour le nouveau tunnel, dit des « modes doux » (piétons, vélos et autobus électriques), de La Croix-Rousse à Lyon, Louis Dandrel, au sein de la société LDS, a composé l'accompagnement sonore. Les sons s'étirent le long des 1 800 mètres du tunnel, en réponse aux images projetées sur les parois. Le tunnel des modes doux a été inauguré le 5 décembre 2013 à l'occasion de la fête des Lumières.